# كيفن باريت (لاعب كرة قدم أسترالية)
كيفن باريت (بالإنجليزية: Kevin Barrett)‏ هو لاعب كرة قدم أسترالية أسترالي، ولد في 10 يوليو 1915 في Rochester, Victoria ‏ في أستراليا، وتوفي في 14 فبراير 1984 في Pambula, New South Wales ‏ في أستراليا.

## وصلات خارجية
- كيفن باريت على موقع AustralianFootball.com (الإنجليزية)
- كيفن باريت على موقع AFLtables.com (الإنجليزية)